# Gauliga Pommern 1942/43
Die Gauliga Pommern 1942/43 (offiziell Gauklasse Pommern 1942/43) war die zehnte Spielzeit der Gauliga Pommern des Deutschen Fußball-Bundes. Die Gauliga Pommern wurde erneut in zwei Gruppen aufgeteilt. Die jeweiligen Gruppensieger spielten in Finalspielen die Gaumeisterschaft aus. Die Gaumeisterschaft sicherte sich zum zweiten Mal der LSV Pütnitz im Finale gegen den LSV Kamp und qualifizierte sich dadurch für die deutsche Fußballmeisterschaft 1942/43. Bei dieser schieden die Pütnitzer in der 1. Runde knapp gegen den Berliner SV 92 im Wiederholungsspiel aus.

## Abschnitt Ost

### Kreuztabelle
| 1942/43              | LSV Kamp | SV Viktoria Stolp | SV Viktoria Kolberg | HSV Hubertus Kolberg | SV Germania Stolp | Kösliner SV Phönix |
| -------------------- | -------- | ----------------- | ------------------- | -------------------- | ----------------- | ------------------ |
| LSV Kamp             |          | 0:0+ a            | 7:1                 | 13:1                 | 10:1              | 21:0               |
| SV Viktoria Stolp    | 1:1      |                   | 3:3                 | 7:2                  | 3:1               | 8:0                |
| SV Viktoria Kolberg  | 1:7      | 6:4               |                     | 2:2                  | 8:0               | 8:1                |
| HSV Hubertus Kolberg | 1:2      | 3:2               | 3:4                 |                      | +0:0 b            | 13:2               |
| SV Germania Stolp    | 0:8      | 0:2               | 1:2                 | 2:1                  |                   | 3:2                |
| Kösliner SV Phönix   | 0:15     | 1:5               | 2:5                 | 3:5                  | 2:1               |                    |

### Abschlusstabelle
| Pl. | Verein               | Sp. | S | U | N | Tore    | Quote | Punkte |
| --- | -------------------- | --- | - | - | - | ------- | ----- | ------ |
| 1.  | LSV Kamp c (N)       | 10  | 8 | 1 | 1 | 084:600 | 14,00 | 17:30  |
| 2.  | SV Viktoria Stolp    | 10  | 6 | 2 | 2 | 035:170 | 2,06  | 14:60  |
| 3.  | SV Viktoria Kolberg  | 10  | 6 | 2 | 2 | 040:300 | 1,33  | 14:60  |
| 4.  | HSV Hubertus Kolberg | 10  | 4 | 1 | 5 | 031:370 | 0,84  | 09:11  |
| 5.  | SV Germania Stolp    | 10  | 2 | 0 | 8 | 009:380 | 0,24  | 04:16  |
| 6.  | Kösliner SV Phönix   | 10  | 1 | 0 | 9 | 013:840 | 0,15  | 02:18  |

| (N) | Aufsteiger aus den 1. Klassen |

## Abschnitt West

### Kreuztabelle
| 1942/43      | LSV Pütnitz | LSV Stettin | Stettiner SC | LSV Dievenow | LSV Parow | VfL Stettin |
| ------------ | ----------- | ----------- | ------------ | ------------ | --------- | ----------- |
| LSV Pütnitz  |             | +0:0 d      | 7:2          | 7:2          | 7:0       | 5:0         |
| LSV Stettin  | 2:3         |             | 1:2          | 7:1          | +0:0 e    | 10:1        |
| Stettiner SC | 0:6         | 1:2         |              | 5:4          | 8:0       | 5:0         |
| LSV Dievenow | 1:6         | 1:1         | 2:2          |              | 3:1       | 2:1         |
| LSV Parow    | 2:8         | 2:1         | 6:2          | 2:3          |           | +0:0 f      |
| VfL Stettin  | 2:11        | 0:5         | 0:2          | 0:6          | +0:0 g    |             |

### Abschlusstabelle
| Pl. | Verein           | Sp. | S  | U | N | Tore    | Quote | Punkte |
| --- | ---------------- | --- | -- | - | - | ------- | ----- | ------ |
| 1.  | LSV Pütnitz (M)  | 10  | 10 | 0 | 0 | 060:110 | 5,45  | 20:0   |
| 2.  | LSV Stettin      | 10  | 5  | 1 | 4 | 029:110 | 2,64  | 11:90  |
| 3.  | Stettiner SC     | 10  | 5  | 1 | 4 | 029:280 | 1,04  | 11:90  |
| 4.  | LSV Dievenow (N) | 10  | 4  | 2 | 4 | 025:320 | 0,78  | 10:10  |
| 5.  | LSV Parow h      | 10  | 3  | 0 | 7 | 013:320 | 0,41  | 06:14  |
| 6.  | VfL Stettin      | 10  | 1  | 0 | 9 | 004:460 | 0,09  | 02:18  |

| (M) | Titelverteidiger              |
| (N) | Aufsteiger aus den 1. Klassen |

## Finalspiele Gaumeisterschaft

### Hinspiel
| LSV Pütnitz             | LSV Pütnitz | LSV Kamp | LSV Kamp |
| ----------------------- | --- | --- | -------- |
| LSV Pütnitz             | \| 7. März 1943 in Stettin \| \| Ergebnis: 1:1 (1:0) \| \| Zuschauer: 4.000 \|                                               | \| 7. März 1943 in Stettin \| \| Ergebnis: 1:1 (1:0) \| \| Zuschauer: 4.000 \|                                | LSV Kamp |
| LSV Pütnitz             | Werner Lässig – Herwig, Willi Anton – Saveur, Wilhelm Schmidt, Büren – Wulff, Strempel, Heinz Lehmann, Max Tappe, Schwinning | Ramm – Spidlock, Greisbach – Kettler, Reichenberger, Kehren – Wiese, Langosch, Sondermann, Schlage, Sebastian | LSV Kamp |
| LSV Pütnitz             | 1:0 Tappe (33.) | 1:1 Sondermann (70., FE)                                                                                      | LSV Kamp |
| 7. März 1943 in Stettin | | |          |
| Ergebnis: 1:1 (1:0)     | | |          |
| Zuschauer: 4.000        | | |          |

### Rückspiel
| LSV Kamp                          | LSV Kamp | LSV Pütnitz | LSV Pütnitz |
| --------------------------------- | --- | --- | ----------- |
| LSV Kamp                          | \| 21. März 1943 in Stettin \| \| Ergebnis: 1:3 (0:2) \| \| Zuschauer: 5.000 \| \| Schiedsrichter: Graf (Peenemünde) \| | \| 21. März 1943 in Stettin \| \| Ergebnis: 1:3 (0:2) \| \| Zuschauer: 5.000 \| \| Schiedsrichter: Graf (Peenemünde) \|         | LSV Pütnitz |
| LSV Kamp                          | Ramm – Schwabe, Spidlock – Kehren, Reichenberger, Kettler – Wiese, Langosch, Sondermann, Schlage, Sebastian             | Werner Lässig – Herwig, Willi Anton – Saveur, Wilhelm Schmidt, Büren – Wulff, Schaffranke, Heinz Lehmann, Max Tappe, Schwinning | LSV Pütnitz |
| LSV Kamp                          | 1:2 Sebastian (63.) | 0:1 Schaffranke (19.) 0:2 Wulff (24.) 1:3 Lehmann (77.)                                                                         | LSV Pütnitz |
| 21. März 1943 in Stettin          | | |             |
| Ergebnis: 1:3 (0:2)               | | |             |
| Zuschauer: 5.000                  | | |             |
| Schiedsrichter: Graf (Peenemünde) | | |             |

## Aufstiegsrunde

### Abschnitt Ost
Zur kommenden Spielzeit stiegen der LSV Stolpmünde (Sieger 1. Klasse Kreisgruppe G) und der SV Preußen Köslin (Sieger 1. Klasse Kreisgruppe F) in die Gauliga Pommern Abschnitt Ost auf. Ob es zuvor Aufstiegsspiele mit den Siegern der anderen Kreisgruppen gegeben hatte, ist nicht überliefert.

### Abschnitt West
| Pl. | Verein                                                            | Sp. | S | U | N | Tore    | Quote | Punkte |
| --- | ----------------------------------------------------------------- | --- | - | - | - | ------- | ----- | ------ |
| 1.  | WKG Marine-Flakschule Swinemünde (Sieger 1. Klasse Kreisgruppe B) | 4   | 2 | 0 | 2 | 010:600 | 1,67  | 04:40  |
| 2.  | WKG der BSG Hydrierwerke Pölitz (Sieger 1. Klasse Kreisgruppe C)  | 4   | 2 | 0 | 2 | 007:600 | 1,17  | 04:40  |
| 3.  | TSV 1860 Stralsund (Sieger 1. Klasse Kreisgruppe A)               | 4   | 2 | 0 | 2 | 008:130 | 0,62  | 04:40  |